# Vaulx (Pas-de-Calais)
Vaulx is een gemeente in het Franse departement Pas-de-Calais (regio Hauts-de-France). De gemeente telt 82 inwoners (2009) en maakt deel uit van het arrondissement Arras.

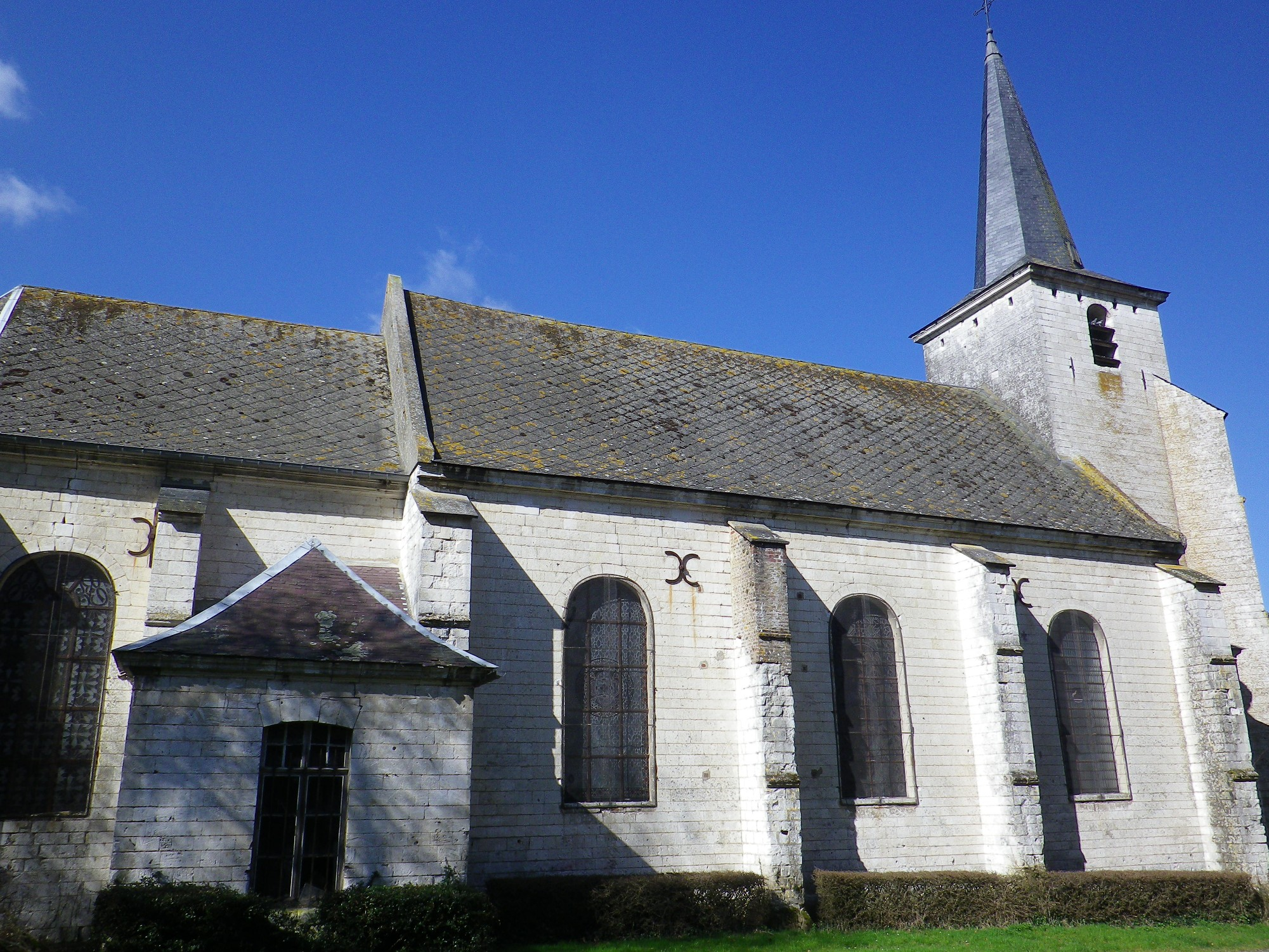
Église Saint-Martin}

## Geschiedenis
Een oude vermelding van de plaats dateert uit de 9de eeuw als Valles. Uit de 12de eeuw dateren vermeldingen als Vaus, Vals en Waux.

## Geografie
De oppervlakte van Vaulx bedraagt 4,9 km², de bevolkingsdichtheid is dus 16,7 inwoners per km².
De onderstaande kaart toont de ligging van Vaulx (Pas-de-Calais) met de belangrijkste infrastructuur en aangrenzende gemeenten.

## Bezienswaardigheden
- De Église Saint-Martin
- De Chapelle Saint-Roch dateert uit de 17de eeuw en werd in 1986 ingeschreven als monument historique. In 1977 waren al verschillende onderdelen van het interieur geklasseerd als monument historique, namelijk een deur en offerblok en het 18de-eeuwse hoofdaltaar met zijn retabel met daarop een hoogreliëf van de Heilige Geest en drie standbeeldjes van Sint-Rochus, Heilige Maagd met Kind en Sint-Hubertus.

## Demografie
Onderstaande figuur toont het verloop van het inwonertal (bron: INSEE-tellingen).